# Пока я жива
«Пока я жива» (англ. Before I Die) — роман британской писательницы Дженни Даунхэм. Роман вышел в 2007 году и был номинирован на несколько литературных премий. Роман повествует о последних месяцах жизни шестнадцатилетней Тессы Скотт.

## Сюжет
Шестнадцатилетняя Тесса Скотт несколько лет серьёзно больна лейкемией. Она принимает решение закончить лечение, понимая, что продолжать лечиться бессмысленно. Ей осталось жить несколько месяцев, и Тесса составляет список дел, которые она должна успеть выполнить до своей смерти…
Список далеко не безобиден для подростка, но он дает ей стимул прожить по-настоящему эти последние несколько месяцев. Изначально список включает в себя несколько пунктов, таких как: секс, наркотики, соглашаться на всё весь день, преступить черту закона, стать знаменитой. Для многих девушек в 16 лет думать о таком не предполагается вовсе, но ведь у них вся жизнь впереди, а Тесса должна успеть выполнить все то, что при обычных обстоятельствах она бы и не попробовала. Тесса со своей лучшей подругой Зои, привлекательной блондинкой, идет в клуб, где они знакомятся с парнями и Тесса выполняет первые два пункта из своего списка.
Однажды главная героиня хочет сжечь свои вещи, чтобы после смерти ничто не напоминало близким о ней, она идет к соседу, который развел огонь. Она знакомится и вскоре влюбляется в него — восемнадцатилетнего парня Адама. Его мама серьёзно больна, и всё своё время молодой человек тратит на уход за ней. Вскоре Зои сообщает, что она беременна, и страсть Тессы увидеть малыша лучшей подруги придаёт ей стимул жить. Это желание становится последним и невыполненным. Отец Тессы безумно любит свою дочь и не может смириться с мыслью, что Тессы скоро не станет, однако сама девушка смирилась с этим. Её мать более позитивна по этому поводу. Отношения с Адамом становятся все серьёзнее, она мечтает, чтобы парень начал жить с ней и это желание исполняется.
На протяжении всего романа у Тессы все чаще случаются приступы, смерть становится все ближе. Героиня романа оставляет несколько записок для членов своей семьи, она слабеет, мысли скачут, всё чаще она отключается. Роман заканчивается словами: «Мгновения. Сливаются в одно».

## Персонажи
- Тесса Скотт (Tessa Scott) — шестнадцатилетняя девушка, главная героиня, страдает лейкемией. Последние месяцы она живёт, стараясь выполнить все пункты своего списка.
- Кэл Скотт (Cal Scott) — одиннадцатилетний брат Тессы. Он испытывает грусть по поводу скорой смерти Тессы и часто задает вопросы по этому поводу.
- Зои (Zoey) — лучшая подруга Тессы, именно она общается, поддерживает и помогает героине выполнять пункты списка. Красивая блондинка с бледной кожей и угрями. Красиво и вызывающе одевается. На протяжении романа она беременна и ждет девочку.
- Адам (Adam) — последняя любовь Тессы, сосед. Он живёт с ней до самой смерти.
- Джейк (Jake) — парень, с которым Тесса знакомится на вечеринке и выполняет первый пункт списка.
- Скотт (Scott) — какое-то время парень Зои и отец её ребёнка.
- Отец — поддерживает дочь и помогает в исполнении нескольких пунктов, однако не одобряет большинства из них.
- Мать — была в разводе с отцом Тессы, после её отказа от продолжения химиотерапии живёт с Тессой и семьёй, пытается быть в курсе болезни своей дочки, но осознаёт, что за всё то время, когда она не жила с ней, отец знает о Тессе гораздо больше.

## Экранизация
Роман был адаптирован под названием «Сейчас самое время». Продюсерскими компаниями выступили Blueprint Pictures в сотрудничестве с BBC Films и Британским советом кино. Главные роли в фильме сыграли Дакота Фэннинг (Тесса), Джереми Ирвин (Адам) и Кая Скоделарио (Зои). Съемки проходили в Лондоне и Брайтоне в июле 2011 года. Премьера в России состоялась 13 декабря 2012 года.